# Kanał Siekierkowski
Kanał Siekierkowski – rów wodny w Warszawie, w dzielnicy Mokotów.

## Położenie i charakterystyka
Rów przepływa przez obszar Miejskiego Systemu Informacji Czerniaków w dzielnicy Mokotów. Rozpoczyna swój bieg w okolicy północnej części Jeziorka Czerniakowskiego i kieruje się na północ. Następnie skręca na północny zachód i zachód, przechodzi przez tereny Rodzinnych Ogródków Działkowych „Czerniaków”. W rejonie ulicy Melomanów uchodzi do Kanału Czerniakowskiego. Na swoim biegu przecina trasę Siekierkowską (al. Józefa Becka). Istnieją też przepusty pod rurociągami sieci ciepłowniczej i ulicą Wolicką.
Kanał jest zaliczany do urządzeń melioracji podstawowych Warszawy. Wody prowadzi okresowo.
Według Mapy Podziału Hydrograficznego Polski (MPHP) stanowi część zlewni cieku pod nazwą Kanał Główny „A” o identyfikatorze 25954. Ciek ten ma ok. 7 km długości, a jego zlewnia jest w MPHP określana jako Kanał Główny „A” (Kanał „W”, Kanał Siekierkowski, Kanał Portowy). W planie gospodarowania wodami na obszarze dorzecza Wisły z 2011 jest wyznaczona jednolita część wód PLRW2000025954 (Kanał Główny A (Kanał W, Kanał Siekierkowski, Kanał Portowy)). Powierzchnia całkowita tej zlewni wynosi 26,2498 km².
Długość rowu wynosi 1310 m. Szerokość dna kanału otwartego to 1,0 m, a średnia głębokość wynosi 1,8 m. Nachylenie skarp to 1:1,5, a spadek 0,5‰–1,0‰, przepustowość 2,0 m³/s.

## Historia
Kanał zaprojektowano wraz z Kanałem Czerniakowskim, w 1934 roku w Oddziale Wodno-Melioracyjnym na podstawie elaboratu Komisji Rewizyjnej Wodnej „O stosunkach wodnych Warszawy na nieskanalizowanych terenach po lewej stronie Wisły” z 1933. Jego celem miało być odwodnienie i osuszenie terenów ówcześnie podwarszawskich wsi Czerniaków i Siekierki, które miały być przeznaczone pod zabudowę willową. Budowa, którą realizował Wydział Techniczny Zarządu Miejskiego, zakończyła się przed 1937 rokiem.
W przeszłości Kanał Siekierkowski połączony był z Jeziorkiem Czerniakowskim i odprowadzał z niego wody. W późniejszym czasie stało się to niemożliwe ze względu na obniżenie wysokości lustra wody w zbiorniku. Było to spowodowane m.in. faktem, iż wody deszczowe zaczęto odprowadzać bezpośrednio do Kanału Czerniakowskiego z pominięciem jeziora.

## Przyroda
Część biegu kanału znajduje się w otulinie rezerwatu przyrody Jeziorko Czerniakowskie oraz w granicach Warszawskiego Obszaru Chronionego Krajobrazu.